# Амару (район Канберры)
Амару (англ. Amaroo) — район Австралийской столичной территории, Австралия, входит в округ Гангалин. 
Территориальная единица имеет площадь 3,41 км². Название дословно переводится с местного австралийского диалекта как «прекрасное место».
По данным переписи 2016 года, население района составляет 5710 человек. Большую часть населения (74,3%) составляют австралийцы. В районе также проживают англичане (2,8%) и китайцы (1,8%).